# Polycyrtus triangularis
Polycyrtus triangularis là một loài tò vò trong họ Ichneumonidae.